# Kermes
Kermes är ett släkte av insekter som beskrevs av Pierre Boitard 1828. Kermes ingår i familjen eksköldlöss.

## Dottertaxa tillKermes, i alfabetisk ordning[1][2]
- Kermes arizonensis
- Kermes austini
- Kermes bacciformis
- Kermes bannaensis
- Kermes bekiri
- Kermes biblicus
- Kermes boguei
- Kermes bytinskii
- Kermes castaneae
- Kermes ceriferus
- Kermes cockerelli
- Kermes concinnulus
- Kermes cordiformis
- Kermes corticalis
- Kermes echinatus
- Kermes flavus
- Kermes formosanus
- Kermes fuscuatum
- Kermes gibbosus
- Kermes globosus
- Kermes greeni
- Kermes himalayensis
- Kermes ilicis
- Kermes kuwanae
- Kermes macrantherae
- Kermes miyasakii
- Kermes muhlisi
- Kermes multiporus
- Kermes mutsurensis
- Kermes nahalali
- Kermes nakagawae
- Kermes nawae
- Kermes nigronotatus
- Kermes nigropunctatus
- Kermes nudus
- Kermes orientalis
- Kermes palestiniensis
- Kermes peronatus
- Kermes perryi
- Kermes pettiti
- Kermes prinus
- Kermes punctatus
- Kermes qingdaonensis
- Kermes quercus
- Kermes rimarum
- Kermes roboris
- Kermes sadrii
- Kermes safinazae
- Kermes sassceri
- Kermes shastensis
- Kermes siamensis
- Kermes spatulatus
- Kermes sylvestris
- Kermes szetshuanensis
- Kermes taishanensis
- Kermes trichrous
- Kermes trinotatus
- Kermes tropicalis
- Kermes vastus
- Kermes vermilio
- Kermes williamsi
- Kermes viridis